# 长根假毛蕨
长根假毛蕨（学名：Pseudocyclosorus canus），为金星蕨科假毛蕨属下的一个植物种。